# Vittorino Andreoli
Vittorino Andreoli (Verona, 19 aprile 1940) è un medico e scrittore italiano. Noto psichiatra e neurofarmacologo, le sue opere testimoniano, con un linguaggio semplice e diretto, ma rigoroso, una riflessione critica, lucida e profonda, sulle principali problematiche della società contemporanea.

## Biografia e carriera
Nato a Verona il 19 aprile 1940 in una famiglia di umili condizioni, dopo il diploma all'Istituto Tecnico per Geometri, si laurea in Medicina e Chirurgia all'Università di Padova con una tesi in Patologia Generale sotto la guida di Massimo Aloisi. Durante i suoi studi a Padova è anche allievo del Collegio Universitario Don Nicola Mazza. Inizia la ricerca clinica e sperimentale presso l'Istituto di Farmacologia dell'Università di Milano, dedicandosi interamente all'encefalo e in particolare alla correlazione tra neurobiologia e comportamento animale e umano. Dopo la specializzazione in farmacologia, lavora in Inghilterra all'Università di Cambridge e successivamente negli Stati Uniti, prima al Cornell Medical College di New York e successivamente alla Harvard University, con Seymour S. Kety, direttore dei Psychiatric Laboratories e titolare della cattedra di Biological Psychiatry. Nello stesso periodo, mantiene il posto di assistente all'Istituto di Farmacologia dell'Università di Milano, sotto la guida di Emilio Trabucchi, dedicandosi alla neuropsicofarmacologia.
Il comportamento dell'uomo e la follia diventano ben presto i suoi principali interessi, orientandolo verso la neurologia e la psichiatria, conseguendo una seconda specializzazione in neuropsichiatria all'Università di Milano. Continua a collaborare, alla Harvard University, con S.S. Kety, dove viene a conoscenza di una nuova impostazione psichiatrica che integra biologia e clinica. Rientrato in Italia, consegue la libera docenza in Farmacologia e Tossicologia. Nel 1972, diventa dirigente medico, quindi primario, di psichiatria e, da allora, ha esercitato la professione medica nell'ambito delle strutture sanitarie pubbliche di Verona, dove è stato per molti anni direttore del Dipartimento di Psichiatria dei servizi sanitari pubblici di Verona-Soave, fino al 1999. Dopodiché, continua ad esercitare in privato la professione medica.
Cofondatore e primo segretario della Società Italiana di Psichiatria Biologica, presiede per molti anni la Section Committee on Psychopathology of Expression della World Psychiatric Association, di cui attualmente è presidente onorario. Fondatore e co-direttore dei Quaderni Italiani di Psichiatria per oltre vent'anni, è membro della New York Academy of Sciences, dell'Istituto Lombardo Accademia di Scienze e Lettere e dell'Accademia di Agricoltura, Scienze, Lettere e Arti di Verona. 
Membro italiano del Safety Working Party della European Agency for the evaluation of Medicinal Products dal 1998 al 2001, è stato anche docente di psicologia generale e di psicologia dello sviluppo presso l'Università del Molise dal 1998 al 2001.

## Pensiero e contributi
Andreoli si oppone fermamente alle idee lombrosiane, in particolare alla concezione del delitto come un crimine commesso necessariamente da un malato di mente, sostenendo invece la compatibilità della normalità psichica con gli omicidi più efferati. L'esperienza che gli deriva dal lavoro clinico e dalla ricerca del periodo compreso tra gli anni '60 e '80, matura e corrobora la convinzione circa l'importanza della plasticità encefalica ed il suo ruolo nella patologia mentale, ritenendo che l'ambiente contribuisce a strutturare la neurobiologia della follia, insieme all'eredità genetica.
I suoi contributi scientifici più significativi hanno riguardato, nella sua lunga carriera, diversi ambiti e tematiche, fra cui:
- la plasticità del cervello, come possibile "luogo" della patologia mentale e quindi argomento della psichiatria, sostenendo che l'ambiente (quindi, l'esperienza di ciascun individuo) contribuisce a strutturare il cervello;

- la comunicazione non verbale (ad esempio, in ambito grafico, mimico, sonoro, ritmico, etc.) ed il suo ruolo in psichiatria, vista come ampliamento della relazione esplicita tra paziente e medico, ma anche come forma di espressione che può giungere fino all'arte;

- il rapporto tra cultura e psichiatria, nel più ampio contesto della psicologia culturale e delle scienze umane;

- il comportamento umano estremo e l'analisi dell'omicidio, nell'ambito della psichiatria applicata alla giurisprudenza, dove, come già detto sopra, Andreoli sostiene, in particolare, la compatibilità tra normalità psichica e omicidio, definendone le possibili dinamiche, contrapponendosi quindi a Lombroso che invece correla l'atto omicida a una degenerazione biologica del cervello, a una condizione di patologia medica;

- i sentimenti, intesi come elemento essenziale dei comportamenti individuali e sociali, con particolare attenzione al comportamento adolescenziale;

- l'educazione e la prevenzione.

È autore di articoli scientifici e opere specialistiche nel campo delle discipline neuropsichiatriche, della farmacologia e delle scienze psicopedagogiche (curando, tra l'altro, alcune edizioni del DSM, insieme ad altri), nonché di numerosi saggi divulgativi che spaziano dalla medicina, alla filosofia, la letteratura, la poesia, collaborando con diverse riviste e vari quotidiani fra cui Mente e Cervello e Avvenire. Ospite di molte trasmissioni televisive, nonché frequentemente intervistato e invitato, per l'emittente Sat 2000 ha realizzato una serie di programmi dedicati agli adolescenti (Adolescente TVB), alle persone anziane (W i nonni) e alla famiglia (Una sfida chiamata famiglia).

## Opere principali
- Il linguaggio grafico della follia, Verona, Pubblicazioni dell'Amministrazione provinciale di Verona, 1969.
- Le mitologie chimiche. Aspetti e problemi della droga, Milano, Centro lombardo per l'educazione sanitaria, 1971 (poi: L'uso della droga. Aspetti e problemi, Milano, Tamburini, 1975).
- Il linguaggio grafico in un sistema di comunicazioni non-verbali in psichiatria, Verona, Edizioni Grafiche AZ, 1972.
- Demonologia e schizofrenia, Milano, Tamburini, 1973.
- Aspetti biochimici della sclerosi multipla: una ipotesi di lavoro (con Filippo Maffei), Abano Terme (PD), Piovan editore, 1974.
- Marijuana. Dimensione clinica e giuridica (con Filippo Maffei e Romeo Simi de Burgis), Milano, Tamburini, 1974.
- Transmetilazioni e sistema nervoso centrale (curata assieme a Alessandro Agnoli e Cornelio Fazio), Torino, Minerva medica edizioni, 1976.
- Il linguaggio malato. Il mito della comprensione in psichiatria, Milano, Masson Italia, 1979.
- L'intervento sanitario in fabbrica. Un'esperienza nelle officine grafiche, Milano, Mondadori, 1975.
- Morfina, eroina, methadone: il ciclo della droga. Aspetti medici e giuridici (con Filippo Maffei e Giovanni Tamburino), Milano, Edizioni scientifiche e tecniche Mondadori, 1978.
- Droga e scuola. Una proposta educativa, Milano, Masson Italia, 1977.
- Giovani, droga e rapporto educativo. L'esperienza di un corso di formazione (curata con Emilio Butturini), Verona, Fiorini editore, 1979.
- Il medico e la droga, Milano, Masson Italia, 1979.
- La terza via della psichiatria. Follia: individuo, ambiente, storia, Milano, Edizioni scientifiche e tecniche Mondadori, 1980.
- Controversie in psichiatria (a cura di), Milano, Masson Italia, 1982. ISBN 88-214-1257-1.
- Tossicodipendenze: progetto d'intervento preventivo e terapeutico per una città, in: Tossicodipendenze. Progetto medico-sociale per una città, Milano, Masson Italia, 1982. ISBN 88-214-1258-X.
- Comunità con l'handicappato. Il problema nella provincia di Verona (a cura di), Verona, Stimmgraf edizioni, 1983.
- La norma e la scelta. Un'interpretazione biologica del comportamento etico, Milano, Edizioni scientifiche e tecniche Mondadori, 1984.
- Il comportamento dell'uomo, Milano, Fabbri, 1984.
- Droga, scuola e prevenzione, Milano, Masson Italia, 1986. ISBN 88-214-1597-X.

## Saggi divulgativi
- Come difendere i figli dalla droga, Padova, Liviana editrice, 1981.
- Le cose che si devono sapere sul fumo. Ovvero il fumo svelato, Verona, Edizioni della Cassa di risparmio di Verona, Vicenza e Belluno, 1981.
- Il gioco della salute. Educazione sanitaria per gli studenti della scuola media dell'obbligo, Roma, Pubblicazioni dell'Associazione fra le Casse di risparmio italiane, 1981.
- Anche le pietre piangono, Verona, Fiorini editore, 1982.
- Viaggio solitario, Verona, Fiorini editore, 1982.
- Africa. Museo dell'uomo, Milano, Electa, 1984.
- Venezia muore, Maniago, LEMA, 1984.
- Gli adolescenti, Milano, A. Mondadori, 1985.
- L'Africa della Mezzaluna. Dal Mediterraneo al Sahara, Milano, Electa, 1985. ISBN 88-435-1235-8.
- Forze armate e droga. Orientamenti per i quadri di comando (con Fabio Mantovani), Milano, Masson Italia, 1985. ISBN 88-214-1565-1.
- Alcool e famiglia. Dietro le maschere dell'alcool (con Antonio Basile), Torino, Edizioni Gruppo Abele, 1986. ISBN 88-7670-070-6.
- Dentro un fiore, Verona-Milano, Cassa di risparmio di Verona, Vicenza e Belluno-Electa, 1986.
- I giardini della miseria e altre storie. Romanzo di follia con parole e con figure fantasticamente reali, Rimini, Luise edizioni, 1988. ISBN 88-85050-13-1.
- Un secolo di follia. [Da Freud alla psichiatria degli anni duemila], Milano, Rizzoli, 1991. ISBN 88-17-84083-1.
- Matto inventato, Milano, Rizzoli, 1992. ISBN 88-17-66025-6.
- La violenza, Milano, Rizzoli, 1993. ISBN 88-17-84288-5.
- Yono-cho, Milano, Rizzoli, 1994. ISBN 88-17-66026-4.
- Il caso Maso, Roma, Editori Riuniti, 1994. ISBN 88-359-3825-2
- Camice matto, Milano, Rizzoli, 1995. ISBN 88-17-66013-2.
- Giovani. Sfida, rivolta, speranze, futuro, Milano, Rizzoli, 1995. ISBN 88-17-84382-2.
- Voglia d'ammazzare. Analisi di un desiderio, Milano, Rizzoli, 1996. ISBN 88-17-66018-3.
- E la luna darà ancora luce, Milano, Rizzoli, 1997. ISBN 88-17-66027-2.
- E vivremo per sempre liberi dall'ansia, intervista di Marina Terragni, Milano, Rizzoli, 1997. ISBN 88-17-84545-0.
- Dalla parte dei bambini. Per difendere i nostri figli dalla violenza, Milano, Rizzoli, 1998. ISBN 88-17-85257-0.
- Istruzioni per essere normali. Comprendere le follie quotidiane per dare armonia alla propria vita, Milano, Rizzoli, 1999. ISBN 88-17-86091-3.
- Tra un'ora, la follia, Milano, Rizzoli, 1999. ISBN 88-17-86271-1.
- Cronaca dei sentimenti, Milano, Rizzoli, 2000. ISBN 88-17-86514-1.
- Delitti. Un grande psichiatra indaga su dieci storie vere di crimine e follia, Milano, Rizzoli, 2001. ISBN 88-17-86783-7.
- Il lato oscuro, Milano, Rizzoli, 2002. ISBN 88-17-87102-8.
- Una piroga in cielo, Milano, Rizzoli, 2002. ISBN 88-17-86954-6.
- Capire il dolore. Perché la sofferenza lasci spazio alla gioia, Milano, Rizzoli, 2003. ISBN 88-17-87175-3.
- I miei matti. Ricordi e storie di un medico della mente, Milano, Rizzoli, 2004. ISBN 88-17-00371-9.
- Lettera a un adolescente, Milano, Rizzoli, 2004. ISBN 88-17-00096-5.
- Lettera alla tua famiglia, Milano, Rizzoli, 2005. ISBN 88-17-00563-0.
- L'alfabeto delle relazioni, Milano, Rizzoli, 2005. ISBN 88-17-00894-X.
- Racconti segreti, Milano, Rizzoli, 2005. ISBN 88-17-00840-0.
- Dietro lo specchio. Realtà e sogni dell'uomo di oggi, Milano, BUR, 2005. ISBN 88-17-00534-7.
- Follia e santità, Genova, Marietti 1820, 2005. ISBN 88-211-6584-1.
- Lettera a un insegnante, Milano, Rizzoli, 2006. ISBN 88-17-00991-1.
- Dialoghi nel cimitero di Durness, Milano, Rizzoli, 2006. ISBN 88-17-01272-6.
- I segreti di casa Pascoli. Il poeta e lo psichiatra, Milano, BUR, 2006. ISBN 88-17-01137-1.
- La vita digitale, Milano, Rizzoli, 2007. ISBN 88-17-01526-1.
- Principia. [La caduta delle certezze], Milano, Rizzoli, 2007. ISBN 978-88-17-01491-5.
- L'uomo di vetro. La forza della fragilità, Milano, Rizzoli, 2008. ISBN 978-88-17-02007-7.
- Il matto di carta. La follia nella letteratura, Milano, BUR saggi, 2008. ISBN 978-88-17-02223-1.
- Il reverendo, Milano, Rizzoli, 2008. ISBN 978-88-17-02595-9.
- La testa piena di droga, Milano, BUR, 2008. ISBN 978-88-17-02509-6.
- Lettere al futuro. Per una educazione dei sentimenti, Milano, Rizzoli, 2008. ISBN 978-88-17-02746-5 (Contiene: Lettera a un adolescente, Lettera alla tua famiglia, Lettera a un insegnante).
- Carissimo amico. Lettera sulla droga, Milano, Rizzoli, 2009. ISBN 978-88-17-02826-4.
- Vestiti d'ignoto, Milano, BUR, 2009. ISBN 978-88-17-03113-4.
- Preti. Viaggio fra gli uomini del sacro, Milano, Piemme, 2009. ISBN 978-88-566-0555-6.
- Le nostre paure, Milano, Rizzoli, 2010. ISBN 978-88-17-03832-4.
- Preti di carta. Storie di santi ed eretici, asceti e libertini, esorcisti e guaritori, Milano, Piemme, 2010. ISBN 978-88-566-0556-3.
- Il denaro in testa, Milano, Rizzoli, 2011. ISBN 978-88-17-04748-7.
- Dialogo tra uno psichiatra e il suo paziente, Milano, Rizzoli, 2011. ISBN 978-88-17-05334-1.
- L'uomo di superficie, Milano, Rizzoli, 2012. ISBN 978-88-17-05508-6.
- Nessuno, Milano, Rizzoli, 2012. ISBN 978-88-17-06206-0.
- I segreti della mente. Capire, riconoscere, affrontare i segnali della psiche, Milano, Rizzoli, 2013. ISBN 978-88-17-06413-2.
- Il Gesù di tutti. Vite, morti e resurrezioni dell'uomo che si fece Dio, Milano, Piemme, 2013. ISBN 978-88-566-2758-9.
- L'educazione (im)possibile, Milano, Rizzoli, 2014. ISBN 978-88-17-07217-5.
- Il corpo segreto, Milano, Rizzoli, 2014. ISBN 978-88-17-07569-5.
- Ma siamo matti! Un paese sospeso fra normalità e follia, Milano, Rizzoli, 2015. ISBN 978-88-17-07925-9.
- L'uomo senza identità, Milano, Rizzoli, 2015. ISBN 978-88-17-08211-2.
- La gioia di vivere. A piccoli passi verso la saggezza, Milano, Rizzoli, 2016. ISBN 978-88-17-08592-2.
- La nuova disciplina del bendessere. Vivere il meglio possibile, Venezia, Marsilio, 2016. ISBN 978-88-317-2412-8.
- Le forme della bellezza. Viaggio nell’arte del bendessere, Venezia, Marsilio, 2017. ISBN 978-88-317-2654-2.
- La bellezza di legno, testi e fotografie di, Venezia, Marsilio, 2017. ISBN 978-88-317-2919-2.
- La gioia di pensare. Elogio di un'arte dimenticata, Milano, Rizzoli, 2017. ISBN 978-88-17-09224-1.
- Beata solitudine. Il potere del silenzio, Milano, Piemme, 2018. ISBN 978-88-566-6442-3.
- Homo stupidus stupidus. L'agonia di una civiltà, Milano, Rizzoli, 2018. ISBN 978-88-17-10320-6.
- Il rumore delle parole, Milano, Rizzoli, 2019. ISBN 978-88-17-10929-1.
- Il futuro del mondo. Scritti giovanili, Milano, Rizzoli, 2019. ISBN 978-88-17-14110-9.
- L'origine della coscienza. I segreti della nostra mente, Milano, Editore Solferino, 2021. ISBN 978-88-282-0734-4.
- Storia del dolore, Milano, Editore Solferino, 2022. ISBN 978-88-282-0935-5.